# Guys
Cet article concerne la municipalité du Tennessee. Pour le dessinateur et peintre, voir Constantin Guys. Pour d'autres articles homonymes, voir Guy.
Guys est une municipalité américaine située dans le comté de McNairy au Tennessee.
Selon le recensement de 2010, Guys compte 466 habitants. La municipalité s'étend sur 11,72 milles carrés (30,35 km2).
La localité est d'abord appelée Guy's Switch, car elle est créée à l'emplacement d'une voie du Mobile and Ohio Railroad prévue pour que M. Guy puisse exporter son bois. Le bourg est renommé Guys lors de l'ouverture de son bureau de poste.